# Henok Goitom
Henok Goitom - em tigrínio, ሄኖከ ጎይትኦም (Solna, 22 de setembro de 1984) é um ex-futebolista eritreu-sueco que atuava como atacante. 

## Clubes
Estreou profissionalmente em fevereiro de 2005, entrando como substituto no jogo ente Udinese e Inter de Milão, quando marcou o gol de empate dos friulani. Sem espaço na Udinese, foi emprestado ao Ciudad Murcia, da Segunda Divisão espanhola, onde atuou até 2007.
Jogou ainda por Real Murcia, Real Valladolid, Almería, AIK e Getafe. Durante sua passagem pelo Almería, entre 2009 e 2012, Goitom virou o primeiro jogador da Liga Espanhola a grafar seu nome em tigrínio, a língua mais falada na Eritreia, país de origem de sua família. Isto gerou controvérsia nos torcedores da equipe.

## Carreira internacional
Goitom representou a Seleção Sueca apenas em categorias de base (Sub-19 e 21), e chegou inclusive a ser convocado para a equipe principal em 2009, credenciado por suas atuações pelo Valladolid. Entretanto, o jogador não entrou em campo.
Em setembro de 2015, aos 30 anos, foi liberado para defender a Eritreia. A estreia pela seleção veio em outubro do mesmo ano, contra a equipe de Botsuana, a qual sofreu o primeiro gol do atacante, 3 dias depois.